# 讀饗幸福
讀饗幸福，教育部於活動中公布105年國人閱讀習慣調查結果、表揚全國公共圖書館借閱楷模，有助於彰顯政府長期推動閱讀的努力及成果。而且近年來，教育部為倡導全民閱讀，自101年至105年推動「閱讀植根與空間改造--圖書館創新服務發展計畫」，由「扶植公共圖書館發展」、「優化國立圖書館服務」、「攜手提升圖書館品質」3大面向，提升圖書館服務品質，有效建立民眾廣泛的閱讀興趣並深化知識內涵，讓全民在閱讀中感受幸福。